# Покушения на Фиделя Кастро

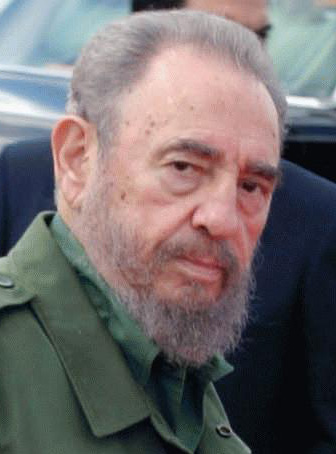
Фидель Кастро (1926—2016)

Покушения на Фиделя Кастро совершались с момента его прихода к власти на Кубе в 1959 году и как минимум до 2000 года. Один из охранников Кастро, Хуан Рейнальдо Санчес (исп. Juan Reinaldo Sánchez), в своей книге «Тайная жизнь Фиделя Кастро» утверждает, что на вождя кубинской революции было совершено от 100 до 200 покушений. По утверждениям прессы, покушений могло быть как минимум 600 (634 по версии Фабиана Эскаланте). Ни одно из предпринятых покушений не причинило Кастро физического или морального вреда. Факты попыток проведения некоторых покушений до сих пор остаются сомнительными. Фидель Кастро скончался от естественных причин в возрасте 90 лет 25 ноября 2016 года, пережив большинство из тех, кто планировал его устранение.

## Предыстория
Начиная со Второй мировой войны, Соединённые Штаты Америки начали проводить различные попытки покушений на мировых лидеров. В течение долгого времени Правительство США отрицало наличие программы, по которой готовили наёмных убийц, поскольку это противоречило бы тогда Уставу ООН. 5 марта 1972 директор ЦРУ Ричард Хелмс публично опроверг все слухи и домыслы, заявив, что никто из оперативников ЦРУ не участвовал в каких-либо операциях. В 1975 году Сенат США организовал так называемую Комиссию Чёрча под официальным названием «Отдельная комиссия сената Соединённых штатов по изучению правительственных операций в области разведывательной деятельности» (англ. Senate Select Committee to Study Governmental Operations with Respect to Intelligence Activities). Её возглавил сенатор от штата Айдахо Фрэнк Чёрч. Комиссия в итоге раскрыла факт незаконной деятельности ЦРУ и собрала доказательства причастности агентов ЦРУ к заказным убийствам, покушениям и различным переворотам, а также свидетельства фальсификации доказательств по методу правдоподобного отрицания. Подчинённые ЦРУ сознательно защищались высшим руководством от принятия ответственности за убийства и не получали полную информацию о грядущих заданиях. Государственные служащие, храня молчание, развязывали руки агентам, а действия одобрялись при помощи эвфемизмов или определённых фраз.
10 мая 1960 года президент США Дуайт Эйзенхауэр дал добро Центральному разведывательному управлению на проведение операции по свержению на Кубе коммунистической власти. Для этого во Флориде началась военная подготовка кубинских беженцев, желавших свергнуть режим Кастро: планировалось забросить их на родину, чтобы организовать массовые выступления против Кастро, а затем направить на остров представителей эмигрантского движения, которые бы провозгласили себя новой властью. Так, во Флориде был учрежден «Революционный демократический фронт» и открыты вербовочные пункты; будущие боевики проходили обучение на американской военной базе Кэмп-Тракс в горах Гватемалы; также ЦРУ стало сбрасывать по воздуху снаряжение и боеприпасы противникам Кастро на самом острове (так называемым «гусанос»).

## Оценка количества покушений
Комиссия Чёрча насчитала непосредственно 8 попыток ЦРУ убить Фиделя Кастро с 1960 по 1965 годы (в первые годы его правления на Кубе). Также, согласно рассекреченным документам Правительства США, борьбой против Кастро активно занималась администрация Джона Кеннеди. Насчитывается пять временных отрезков правления Кеннеди, в которые проводились эти покушения: данные подтверждены Министерством обороны и Государственным департаментом США:
- С начала правления Кастро и до августа 1960
- С августа 1960 до апреля 1961
- С апреля и до конца 1961 года
- С конца 1961 до конца 1962 года
- С конца 1962 до конца 1963 года

По утверждению кубинских спецслужб, при разных президентах США было составлено следующее количество планов по убийству Кастро:
- 38 — при Дуайте Эйзенхауэре,
- 42 — при Джоне Кеннеди,
- 72 — при Линдоне Джонсоне,
- 184 — при Ричарде Никсоне,
- 64 — при Джимми Картере,
- 197 — при Рональде Рейгане,
- 16 — при Джордже Буше-старшем,
- 21 — при Билле Клинтоне.

Согласно подсчётам журналистов и некоторых соратников Кастро, количество предпринятых попыток покушений на команданте при разных президентах США могло превысить несколько сотен. Как писал Фабиан Эскаланте, бывший глава контрразведывательной службы Кубы, который занимался охраной Фиделя Кастро, официально заявил, что на Кастро предпринималось 634 попытки покушения. Часть из них была предпринята согласно программе операции «Мангуст» (или Кубинском проекте) по свержению кубинского правительства, на которую ежегодно тратилось до 50 миллионов долларов США. В программе участвовали около 2,5 тысяч кубинских эмигрантов и до 500 сотрудников ЦРУ, ФБР и Министерства обороны США. В прессе ходили разные слухи об участии Министерства здравоохранения США и NASA в подобном проекте, которые официально не подтверждались.
В прессе получила распространение цифра в 638 покушений благодаря вышедшему в 2006 году на британском 4 канале документальному фильму «638 способов убить Кастро». Сам команданте однажды сказал по этому поводу: «Если бы способность выживать после покушений была олимпийской дисциплиной, я бы имел по ней золотую медаль». Столь неправдоподобно большие цифры неоднократно подвергались критике со стороны американских спецслужб. Так, бывший руководитель латиноамериканского отдела ЦРУ Брайан Лателл утверждает, что его предшественники в этом ведомстве в начале 1960-х годов предприняли «всего две-три попытки» убить Фиделя Кастро и все они «были далеки до достижения цели». Согласно заявлениям других сотрудников ЦРУ, число совершённых на Кастро покушений доподлинно установить невозможно, но их число сам команданте специально преувеличивал с целью собственного пиара.

## Участие мафии
В ликвидации Кастро были сильно заинтересованы американская, кубинская и итальянская мафии: их члены не могли простить Кастро того, что после революции он не только закрыл все казино и публичные дома на острове, но и выдворил всю мафию. В октябре 2017 года были рассекречены документы, в которых говорилось, что генеральный прокурор США Роберт Кеннеди лично пытался завербовать мафиози для борьбы против Кастро.
Первые документы об участии мафиози в подготовке покушений на Кастро, известные под названием «Семейные драгоценности», были рассекречены в 2007 году. В 1961 году во время операции в заливе Свиней в подготовке покушения участвовали американские гангстеры итальянского происхождения Джон Розелли, Сальваторе Джанкана и Санто Траффиканте-младший. В 1960 году Момо Сальваторе Джанкана, ставший главой Чикагской мафии после Аль Капоне, и Санто Траффиканте, глава «Майамского синдиката» (оба были в числе 10 наиболее разыскиваемых ФБР преступников), получили от ЦРУ сообщения о возможном убийстве Кастро. Джонни Розелли, член «Синдиката Лас-Вегаса», использовался ЦРУ для того, чтобы связаться с мафиозными боссами. Связным был Роберт Махью, который представился как представитель кубинских предпринимателей, чья собственность была национализирована. 14 сентября Махью встретился с Розелли в гостинице Нью-Йорка и предложил ему 150 тысяч долларов в обмен на убийство Кастро. Джеймс О’Коннелл, фактический глава дивизиона оперативной поддержки, представившийся как помощник Махью, также присутствовал на встрече.
Только в некоторых документах указывалось, что Джанкана рискнул взять на себя обязанности по подготовке покушения: он собирался отравить еду и напитки, которые передавал Кастро его личный врач. Пилюли с ядом были созданы в лабораториях ЦРУ, и передавать их должен был в итоге Хуан Орта, один из деятелей правительства Кубы. Несколько попыток подсыпать яд в еду Фиделю Кастро сорвались, и Орту отстранили от выполнения задания, заставив работать другого человека. Позднее Джанкана и Траффиканте при помощи доктора Энтони Верона, главы Правительства Кубы в изгнании, попытались повторить покушение. Верона требовал 10000 долларов США в качестве аванса и 1000 долларов США на расходы в сфере снабжения. В итоге покушение так и не состоялось толком, поскольку уже началась операция в заливе Свиней.

## Некоторые из попыток убийства

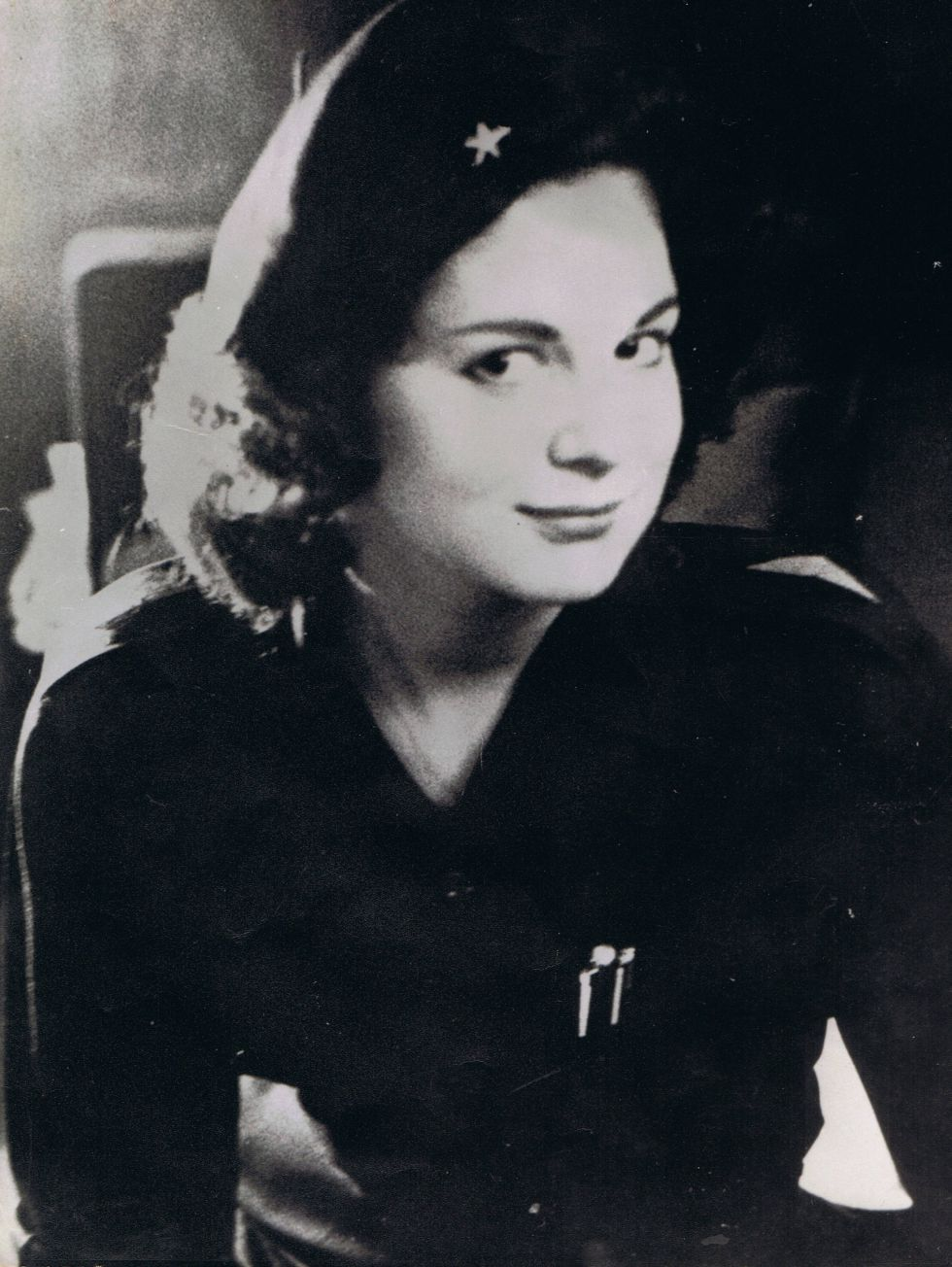
Марита Лоренц

Некоторые документы о планах ликвидации были рассекречены американскими спецслужбами, о других рассказывали сами представители кубинских спецслужб. Известны следующие попытки ликвидации команданте:
- В самом начале революционной деятельности Кастро один из шпионов, выдав себя за крестьянина, внедрился в лагерь Фиделя. Когда повстанцы остановились на ночлег, выяснилось, что киллеру нечем было укрыться, и сам Кастро решил укрыть новобранца своим же одеялом. Агент всю ночь пролежал бок о бок с команданте, но выстрелить побоялся, а следующим утром сбежал из лагеря[27].
- Любовница Фиделя Марита Лоренц[англ.] (исп. Marita Lorenz)[28], с которой он был знаком с 28 февраля 1959 года (в тот день она прибыла в Гавану на круизном теплоходе «Берлин»), была завербована ЦРУ (псевдоним «Вамп»), прошла соответствующую подготовку (в том числе идеологическую) и получила от своего начальства приказ ликвидировать Кастро[29]. Согласно одним источникам, Лоренц должна была подмешать команданте в вино две ампулы с токсином ботулизма, однако в день встречи с Кастро вышла в туалетную комнату и утопила ампулы с ядом в унитазе[29]. По другой версии, она должна была спрятать ядовитые пилюли (основа яда — токсин из моллюсков) в тюбике с кремом, но они растворились в нём[30]. Так или иначе, но догадавшийся о задумке Лоренц команданте дал ей пистолет, чтобы она могла выстрелить в него, и уверенно заявил: «Ты не можешь убить меня. Никто не может убить меня». Лоренц, метавшаяся между желанием довести дело до конца и собственными чувствами к Фиделю, в итоге отдала обратно Фиделю оружие[27][29][31][4]. Однако чтобы избежать расправы от ЦРУ, Лоренц сообщила своему связному, что выполнила задание[32]. Известно, что Лоренц входила в группу агентов, готовившихся к высадке в заливе Свиней в 1961 году[29]. Уже потом Лоренц уехала в Венесуэлу, вернувшись на Кубу только в 1981 году в составе съёмочной группы, которая снимала о женщине биографический фильм. Позже она перебралась в США[33].
- В апреле 1961 года пятеро автоматчиков обстреляли автомобиль Кастро. Бронированный автомобиль выдержал ущерб, несмотря на то, что был изрешечён пулями. Кастро не пострадал[34]. В то же время утверждается, что среди рассекреченных планов убийства Кастро не было ни одного, предусматривавшего его ликвидацию с помощью огнестрельного оружия (пистолета или автомата). Отчасти это было связано с тем, что после революции свободный оборот огнестрельного оружия на острове был запрещён (как правило, за незаконное хранение огнестрельного оружия виновнику грозили каторжные работы в горах Сьерра-Маэстра)[4].
- Одним из возможных способов ликвидации Кастро был морской десант:
  - Самым простым планом уничтожения команданте был обстрел его яхты или его самого с патрульных катеров при помощи автоматических орудий[35]. В начале 1961 года агент ЦРУ Феликс Родригес, завербованный годом ранее, предпринял сразу три безуспешные вылазки на пляж Вандеро: в первом случае у его корабля сломалась ходовая часть, в двух оставшихся случаях заговорщики попросту не сумели встретиться со своими коллегами, которые должны были осуществить нападение на команданте[36].
  - В апреле 1961 года на Плайя-Хирон была предпринята попытка высадки американского морского десанта, завершившаяся провалом. В ходе операции Фидель Кастро управлял сначала танком Т-34, а затем и самоходкой СУ-100, отражая атаки американцев. Ныне самоходка, которой управлял Кастро во время боя, находится в музее Революции в Гаване[37]. Ходили слухи, что Кастро выстрелом из СУ-100 потопил американское десантное судно «Хьюстон», но на самом деле оно было повреждено ракетами бомбардировщика Hawker Sea Fury и учебного самолёта Lockheed T-33, а Кастро мог своими выстрелами лишь добить севшее на мель и загоревшееся судно[38].
  - В августе 1962 года два катера так называемой «самообороны Кубы» (на них находились члены Революционного директората, оппозиционного Кастро) двигались в порт Гаваны, чтобы обстрелять гостиницу «Икар», где по вечерам Фидель Кастро вёл переговоры с военными и политическими представителями СССР[39]. Одними из ключевых людей, причастных к разработке операции, были Хуан Мануэль Сальват и Хосе Басульто[40]. Нападавшие решили плыть не на американских военных катерах, а на старых кубинских. В самый ответственный момент на одном из кораблей, по сообщению Басульто, прохудился запасной бензобак. В итоге катера расстреляли весь боезапас «в молоко» и сразу же отплыли, направившись в сторону США. Как позднее выяснилось, Кастро в гостинице в тот вечер не появлялся вообще[41]. ЦРУ не признала свою причастность к инциденту, хотя, по данным кубинцев, указания заговорщикам передавали с американской радиостанции JMWAVE в Майами[39].
- Несколько раз американцы задействовали авиацию и парашютистов для ликвидации Кастро.
  - Согласно показаниям бойца Сил специальных операций США Джона Генри Стивенса перед Комиссией Чёрча, служившего с 1959 по 1961 годы в Гватемале, американцы готовили убийц и снабжали их специальным «комплектом убийцы» — стрелковым оружием, гранатами, парашютами и всей амуницией. Первый диверсант, перелетевший из Гватемалы на Кубу на бомбардировщике B-26 Invader, добрался до своего номера в гостинице, чтобы сообщить по радио американцам о своих действиях, но, со слов Стивенса, радиосвязь прервалась после звуков выстрелов.
  - Во второй воздушной операции участвовали двое человек, вылетевших на самолёте из Гватемалы и спрыгнувших с парашютом. Однако на месте высадки их поджидали кубинские спецслужбы: оба диверсанта не то были убиты, не то попали в плен[42][43].
  - ЦРУ также пыталось устранить Кастро, наняв лётчика-смертника, который должен был на начинённом пластиковой взрывчаткой туристическом самолёте Cessna врезаться в резиденцию Кастро. Самолёт должен был пролететь на небольшой высоте и тем самым остаться вне поля зрения радаров[35]. Однако план провалился, поскольку исполнитель, получив задаток из 2 миллионов долларов, бесследно исчез.
  - Ещё одна городская легенда гласит, что один воздушный десант, направленный для ликвидации Кастро, из-за сильного ветра приземлился прямо на крокодильей ферме.
- Американцы планировали подорвать яхту Aquarama II, на которой любил отдыхать Фидель, причём диверсанты должны были сделать это ночью. Однако кубинские спецслужбы раскрыли план, проработав план по поводу возможной эвакуации команданте и введения диверсантов в заблуждение по поводу его местонахождения[44].
- В некоторых случаях ЦРУ использовало мафию (как американскую, так и кубинскую), однако к концу 1961 года из-за постоянных провалов эта практика прекратилась[11]:
  - Сальваторе Джанкана одним из первых попытался организовать отравление Кастро. Отделение технической службы ЦРУ изготовило капсулы с ядом и передало их агенту Джанкана на Кубе по кличке «Орта». Серия попыток в 1960 году закончилась для «Орта» неудачей, и за 11 тысяч долларов работу взялся осуществить доктор Энтони Верона, но потерпел неудачу и после вторжения в залив Свиней попросту исчез[11].
  - В начале 1961 года ЦРУ через Роберта Махеу, бывшего сотрудника контрразведки, привлекло к убийству чикагского гангстера Джона Росселли[45], который получил шесть капсул со смертельным ядом в Майами и должен был бросить их в пищу для Фиделя. Росселли предлагали 150 тысяч долларов за участие в покушении, но он согласился сделать это бесплатно по личным убеждениям[11]. Убийство было запланировано в одном из ресторанов, но Росселли даже спустя несколько месяцев не смог выполнить своё задание[46]. Ему не смогли помочь даже кубинские антикоммунисты.
  - Обязанности по уничтожению Кастро брал на себя агент ЦРУ Уильям Кинг Харви[англ.], который стал сотрудником проекта ZR/RIFLE по ликвидации неугодных политических деятелей[47]. Харви связался с представителями американской мафии с целью поиска помощи, однако после серии неудачных попыток переговоров и их действий сам решил заняться ликвидацией Кастро. Харви участвовал в серии секретных операций под кодовым названием «Мангуст», целями которых было свержение кубинского правительства[48]. В разгар Карибского кризиса в октябре 1962 года Харви отправил на Кубу десять оперативников для подготовки ко вторжению и ликвидации Кастро, однако в ЦРУ это расценили как самоуправство и исключили Харви из проекта, отправив агента в Рим.
  - Ещё один неизвестный наёмник, получавший деньги от американских властей и сицилийских донов, бесследно исчез на Кубе.
  - Гангстер Санто Траффиканте подкупил официанта ресторана, где часто бывал команданте, но план был раскрыт, и официанта уволили[49].
- В 1963 году на приём к Кастро отправился американский адвокат Джеймс Донован. Он должен был вручить команданте в подарок акваланг, в баллоны которого агенты ЦРУ занесли туберкулёзную палочку. Не знавший об этом адвокат решил, что акваланг слишком прост для подарка, и купил другой, более дорогой, а этот оставил у себя дома[27][30][50]. 19 января 1970 года адвокат Донован скончался от сердечного приступа, вызванного осложнениями после тяжёлой формы гриппа, однако есть версия, что причиной смерти стала туберкулёзная палочка, попавшая в организм Донована из акваланга.
- В 1960-х годах спецслужбы ЦРУ разработали серию планов ликвидации команданте путём передачи опасных для жизни сигар:
  - В качестве подарка кубинскому лидеру была приготовлена взрывающаяся сигара, но «подарок» не пропустила служба безопасности[27], а позднее документы о взрывающихся сигарах рассекретила полиция Нью-Йорка. СМИ скептически относились к теоретической возможности успеха подобного плана[11].
  - Агенты ЦРУ пытались ликвидировать Кастро при помощи отравленных сигар: сначала в ход шли сигары с ботулиническим токсином, потом — сигары с галлюциногенными веществами (предположительно, BZ), которые Кастро должен был выкурить перед публичным выступлением, но их тоже не удалось отправить[51]. В феврале 1961 года некое подставное лицо пыталось передать сигары Кастро, но злоумышленник в последний момент испугался[52].
  - Считается, что существовали планы отправить сигары с веществом, от которого тело команданте должно было источать отвратительный запах, но и от них в ЦРУ отказались. С 1986 года Кастро и вовсе прекратил курить[27].
- Летом 1961 года в ЦРУ появилась идея о передаче замаскированной ручки, которая могла «выстрелить» иглой с токсичным ядом, который нанёс бы непоправимый ущерб здоровью Кастро, однако план отложили на два года[11]. Его реализацию предприняли, по совпадению, в день убийства президента США Джона Кеннеди, 22 ноября 1963 года: в Париже высокопоставленный сотрудник ЦРУ Дезмонд Фитцджеральд (англ. Desmond FitzGerald), занимавший пост одного из помощников Роберта Кеннеди, передал майору Роландо Кубела[англ.] шариковую ручку со скрытой внутри иглой, содержавшей яд Blackleaf 40[18]. Кубела был одним из близких к вождю партийных деятелей, завербованным ЦРУ[53]. Из шариковой ручки ему необходимо было выстрелить в Фиделя Кастро[54] во время встречи эмиссара американского президента с Кастро для выяснения возможности улучшения отношений между двумя странами. Однако покушение потерпело неудачу[55]: отчасти тому способствовали заявления Кастро в интервью одному из американских репортёров в Гаване о возможных покушениях на него[18]. Официально Кубелу отстранили от дальнейшего сотрудничества с ЦРУ в июне 1965 года по секретным соображениям[56]: американцы подозревали, что он был агентом-провокатором, засланным кубинцами, к тому же Кубела присваивал себе средства, выделяемые ему американцами на операции ЦРУ. В конце концов, в 1966 году Кубела сознался Кастро в двойной работе и был осуждён на 25 лет тюрьмы, но позднее был помилован и в 1977 году покинул Кубу, переехав в Испанию[18].
- Зная о страсти Кастро к дайвингу, американская разведка распространила в районе кубинского побережья большое количество моллюсков. Агенты ЦРУ планировали спрятать взрывчатку в крупной раковине и раскрасить моллюсков в яркие цвета, чтобы привлечь внимание Фиделя. Однако шторм сорвал покушение[27].
- В музее Эрнеста Хемингуэя на Кубе заговорщики также безуспешно пытались устроить взрыв[57].
- В 1971 году во время поездки Фиделя Кастро в Чили планировалось несколько покушений[30]:
  - В одном случае в Кастро должны были стрелять два снайпера (винтовку планировалось спрятать в видеокамере), но перед самым покушением одного из них сбила машина, а другого свалил острый приступ аппендицита[58][30].
  - Во втором случае на пути следования кортежа Кастро в Ангофаста агенты ЦРУ заложили бомбу мощностью 4 (по другим данным — 400) т тротила, подорвать которую планировали при помощи детонатора. Подрыв не состоялся[30] (предполагается, что ключевые элементы взрывчатки проржавели).
  - В третьем случае наёмники поджидали Кастро в Лиме, куда должен был сделать транзитную остановку его самолёт, улетавший обратно на Кубу. Однако Фидель Кастро, уставший после праздничных речей, приказал лететь в другой аэропорт, где его не ждали[30].
- Было также несколько попыток отравить Кастро:
  - Агенты попытались подложить в банановый пирог стрихнин, а ром — настоять на цианиде калия. Однако все исполнители оказывались работниками контрразведки Кубы и нейтрализовывали яд. Время от времени личные дегустаторы Кастро проверяли всю еду и напитки на наличие любых опасных веществ[59].
  - Агент ЦРУ Ричард Биссел (вероятно, работавший под прикрытием в гостинице Habana Libra)[30] в марте 1961 года собирался передать яд сотруднику одного из гаванских ресторанов, где любил останавливаться Кастро: яд необходимо было добавить в любимое кубинским лидером мороженое. Однако Кастро несколько месяцев подряд не посещал ресторан, и вскоре кубинские спецслужбы нашли фиал с ядом, спрятанный у охлаждающего змеевика. Яд к тому моменту окончательно потерял свою силу[11].
  - Ещё одну схожую попытку предприняли в самом начале 1963 года злоумышленники, которые заморозили капсулы с ядом и спрятали их в холодильнике ресторана: когда туда прибыл Кастро, он заказал шоколадный коктейль с кубиками льда. За коктейлем отправился официант Сантос де ля Коридад, который был завербован ЦРУ. Однако капсула примёрзла к стенке холодильника, в котором была спрятана, и когда де ля Коридад попытался её отодрать, то она рассыпалась. Фабиан Эскаланте говорил, что Кастро тогда спасло только везение[30][60][10].
- Во время одного из выступлений американцы попытались перепаять провода, ведущие к микрофону на трибуне, так, чтобы Кастро ударило током высокого напряжения. Кубинцы раскрыли этот заговор, однако об этом не сообщали официально команданте, решив, что кто-то из заговорщиков, пытаясь проверить систему, сам себя и ударит током[30].
- В 2000 году, во время визита кубинского лидера в Панаму, под трибуну, с которой он должен был выступать, было заложено 90 кг взрывчатки, но она не сработала[61]. Виновником оказался Луис Посада Кариллес, которого осудили в 2000 году, через 4 года помиловали и отправили в США во Флориду[62].

### Попытки «позора»
В некоторых случаях ЦРУ пытались не столько убить, сколько дискредитировать или опозорить Фиделя Кастро, выставив его на посмешище:
- В 1963 году ЦРУ пыталась проникнуть в радиостудию за несколько минут до начала выступления вождя и опрыскать её галюциногенными веществами (предположительно, ЛСД), чтобы надышавшийся ими Кастро начал бы говорить бессвязные и невнятные фразы[63][11].
- Агенты ЦРУ пытались сбрить бороду Кастро[64], подсунув в обувь или костюм для плавания[11] спецсредство для удаления волос (Кастро всегда выставлял обувь в коридоре для чистки при поездках за границу). В самый ответственный момент Кастро отказался от поездки, и ЦРУ свернуло план. Средство, предположительно, состояло из солей таллия — в пользу этого свидетельствует рассекреченный в 2000 году документ, в котором говорилось об использовании таллия для ликвидации команданте[27][65].
- ЦРУ при поддержке сектантов безуспешно пыталось распространять слух о втором пришествии Христа и борьбе против Кастро, который был Антихристом. В день предполагаемого «пришествия» должна была появиться американская подводная лодка[66].
- После провала операции в заливе Свиней в 1962 году в ЦРУ подготовили план пропагандистской операции «Баунти», которая предусматривала разброс листовок над островом с предложением выплатить вознаграждения за убийства официальных лиц кубинского правительства[67]. Суммой в 5 тысяч долларов оценивалась жизнь осведомителя, суммами от 100 тысяч до 1 миллиона долларов — убийство госслужащего, а за голову Кастро предлагали всего 2 цента[7][11]. Однако и этот план был отвергнут. В октябре 2017 года были рассекречены данные, согласно которым, план операции «Баунти» был среди 2800 документов, связанных с уголовным делом по факту убийства Джона Кеннеди[68][69].

В рассекреченных документах упоминается 33 предложения по дискредитации образа Кастро.

## Последствия
По итогам расследования комиссии Чёрча выяснилось, что ЦРУ занималось также подготовкой покушений на Рафаэля Трухильо, Патриса Лумумбу и Нго Динь Зьема. Комиссия Чёрча обвинила ЦРУ в нарушении принципов внешней политики, моральных устоев и международного права, заявив, что убийства не могут быть законными инструментами для достижения целей США. Конгрессу было рекомендовано изменить устав, чтобы предотвратить подобные практики. Однако Президент США Джеральд Форд в 1977 году подписал Указ № 11905, в котором вообще запретил сотрудникам Правительства США организовывать политические убийства или планы покушений.

### Книги
- Escalante Font, Fabián. CIA Targets Fidel: Secret 1967 CIA Inspector General's Report on Plots to Assassinate Fidel Castro. — Melbourne: Ocean Press, 1996.
- Escalante Font, Fabián. Executive Action: 634 Ways to Kill Fidel Castro. — Melbourne: Ocean Press, 2006.
- Esteban, Ángel; Panichelli, Stéphanie. Fidel & Gabo: A Portrait of the Legendary Friendship Between Fidel Castro and Gabriel García Márquez. — Pegasus, 2009.
- Hilty, James W. Robert Kennedy: Brother Protector. — Temple University Press, 2000. — ISBN 1566397669.
- Holzman, Michael Howard. James Jesus Angleton, the CIA, and the Craft of Counterintelligence. — University of Massachusetts Press, 2008.
- Reinaldo Sanchez, Juan; Gyldén, Axel. The Double Life of Fidel Castro: My 17 Years as Personal Bodyguard to El Lider Maximo / translated by Catherine Spencer. — St. Martin's Press, 2015. — ISBN 1466888288.
- Talbot, David. Brothers: The Hidden History of the Kennedy Years. — Simon and Schuster, 2008. — 496 с. — ISBN 1847395856.

### Статьи
- Pape, Matthew S. Can We Put the Leaders of the “Axis of Evil” in the Crosshairs? (англ.) // Parameters, US Army War College Quarterly. — 2002. — Vol. XXXII, no. 3. — P. 62—71. Архивировано 22 мая 2013 года.
- Johnson, Boyd M. III. Executive Order 12,333: The Permissibility of an American Assassination of a Foreign Leader (англ.) // Cornell International Law Journal. — 1992. — Iss. 25, no. 2. — P. 401—435.
- Yaron Steinbuch, Ruth Brown. JFK docs reveal plot to take out Castro (англ.). New York Post (27 октября 2017). Дата обращения: 16 ноября 2023.

### Документы
- U.S. Senate, Select Committee to Study Governmental Operations with Respect to Intelligence Activities. Alleged Assasination Plots Involving Foreign Leaders. An interim report (англ.) (pdf) (20 ноября 1975). — Senate Report No. 755, 94th Congres, 2nd session. Дата обращения: 5 апреля 2016. Архивировано из оригинала 1 июня 2011 года.
- Greer K. E., and Scott D. Breckinridge. Report on Plots to Assassinate Fidel Castro. Washington, D.C.: Central Intelligence Agency (Reproduced at the National Archives), 1993.